# Judith Mair
Judith Mair (* 1972 in Münster) ist eine deutsche Trendforscherin und Autorin.

## Leben
Mair schloss ihr Studium an der TH Köln als Diplom-Designerin ab und arbeitete danach drei Jahre freiberuflich. Im Jahr 2000 gründete sie zusammen mit drei Freundinnen in Köln die Werbeagentur Mair u. a. Zu diesem Zeitpunkt boomte die New Economy. In kritischer Abgrenzung zu den dort verbreiteten Arbeitsweisen formulierte Mair einen Regelkatalog für die Agentur. Auf dessen Grundlage erhielt Mair vom Eichborn Verlag den Auftrag für ein Buch. Das 2002 erschienene Schluss mit lustig wurde überraschend ein Business-Bestseller, 2003 war die fünfte Auflage angekündigt. Darin plädierte sie für die Trennung von Arbeit und Privatleben, das Einhalten von Hierarchien und Formulieren und Einhalten klarer Regeln. Die Thesen des Buches und die Medienberichte über die -Umgangsformen in der Agentur (etwa dass die Chefinnen in einheitlicher, Stewardessen-ähnlicher Kleidung auftraten), ließen Mair zunächst als Kölns härteste Chefin, dann als Deutschlands härteste Chefin bekannt werden.
Aktuell bietet Mair Trendstudien und Strategieentwicklung für Marketingzwecke an. Sie ist Dozentin an der Zürcher Hochschule der Künste.

## Werke
- Schluss Mit Lustig. Warum Leistung und Disziplin mehr bringen als emotionale Intelligenz, Teamgeist und Soft Skills. Eichborn Verlag, Frankfurt am Main 2001, ISBN 3-8218-3962-7. (Ausgaben in Brasilien, Finnland, Niederlanden und Südkorea)
- mit Silke Becker: Fake For Real. Über die private und politische Taktik des So-tun-als-ob. Campus-Verlag, Frankfurt am Main 2005, ISBN 3-593-37675-X.
- mit Jutta Nachtwey: Design Ecology. Neo-grüne Markenstrategien. Hermann Schmidt Verlag, 2008, ISBN 978-3-87439-763-6. (2009 in Japan erschienen)
- mit Bitter Stetten: Moral Phobia. Ein Zeitgeist-Glossar von Achtsamkeit bis Zigarette. Gudberg Nerger Verlag, 2015, ISBN 978-3-943061-35-2.
- Kolumne im Unternehmermagazin Profirma 2004 und 2005